# آمور (جمهوری آلتای)
آمور (به لاتین: Amur) یک منطقهٔ مسکونی در روسیه است که در جمهوری آلتای واقع شده‌است.